# Kobalt(II) hidroksid
Kobalt(II) hidroksid (kobaltni hidroksid) je hemijsko jedinjenje koje se sastoji od jona kobalta i hidroksida sa formulom Co(OH)2. Javlja se u dve forme, bilo kao crven prah, koja se stabilnija, ili kao plavo-zeleni prah. Oni ima brucitnu ili kadmijum jodidnu kristalnu strukturu.

## Upotreba
On nalazi primenu kao agens za suženje boja, lakova i mastila, u pripremi drugih kobaltnih jedinjenja, kao katalizator i u proizvodnji elektroda baterija.

## Reakcije
Kobalt(II) hidroksid se taloži kad se doda alkalni hidroksid u vodeni rastvor Co2+ jona:
2 + 2 
Kobalt(II) hidroksid se razlaže do kobalt(II) oksida na 168 °C pod vakuumom i oksiduje su u vazduhu da formira kobalt(III) hidroksid, 3. Termalna dekompozicija produkta u vazduhu iznad 300 °C je .
Poput gvožđe(II) hidroksida, kobalt(II) hidroksid je primarno bazni hidroksid, mada on ne formira slabo kiseli crvenkasti heksaakvakobalt(II) jon, , u kiselim vodenim rastvorima. U jakim bazama, kobalt(II) hidroksid prihvata dodatne hidroksidne jone da formira tamno plave kobaltate(II) 2- i 4-.